# 玉渓駅 (江原特別自治道)
玉渓駅（オッケえき）は、大韓民国江原特別自治道江陵市にある韓国鉄道公社 (KORAIL) 嶺東線の駅である。

## 駅構造
- 島式ホーム1面2線の地上駅。

## 歴史
- 1961年5月5日：開業[1]。
- 2008年1月1日：旅客取扱中止。

## 隣の駅
韓国鉄道公社
嶺東線
望祥海水浴場駅 - 玉渓駅 - 正東津駅